# Юлія Буліе
Юлія Буліе (3 липня 1967) — румунська академічна веслувальниця.
Срібна призерка Олімпійських Ігор 1992 року в складі вісімки, учасниця 1996 року.
Чемпіонка світу 1990 (розпашні четвірки без стернової), 1990, 1993 років у складі вісімки, срібна призерка 1994 (розпашні двійки без стернової), 1995 (вісімки) років, бронзова призерка 1991, 1994 років у складі вісімки.